# ХК БАСК Београд
Хокејашки клуб БАСК је клуб хокеја на трави из Београда.

## Историја
Клуб је основан 1953. године у оквиру спортског друштва БАСК. Први пут улази у Прву лигу Југославије 1957. године. Највећи успех БАСК-а у Првој лиги Југославије било је освајање другог места, као и освајање националног купа 1966. године. Постоји и женска секција овог клуба.

## Успеси
- Национално првенство (0):
  - Првенство СФР Југославије
    - Други (4): 1957, 1961, 1962, 1963.

  - Првенство Србије
    - Други :
- Национални куп (1):
  - Куп СФР Југославије
    - Освајач (1): 1966.